# Goro Kawanami
Goro Kawanami (川浪 吾郎 Kawanami Goro?), född 30 april 1991 i Ibaraki prefektur, är en japansk fotbollsspelare.
Kawanami började sin karriär 2010 i Kashiwa Reysol. Efter Kashiwa Reysol spelade han för FC Gifu, Tokushima Vortis, Albirex Niigata och Vegalta Sendai.